# Parasite single
Parasite single (パラサイトシングル, parasaito shinguru, lit. "solteiro parasita") é um indivíduo que vive com seus pais, além de seus vinte anos, a fim de aproveitar uma vida confortável e despreocupada. Na cultura japonesa, o termo é especialmente usado ao descrever negativamente jovens mulheres solteiras.

## Etimologia
A expressão parasaito shinguru foi usada pela primeira vez pelo Professor Masahiro Yamada da Universidade de Tokyo Gakugei em seu livro A Era dos Parasite Singles (パラサイトシングルの時代, parasaito shinguru no jidai), publicado em outubro de 1999. A frase cativante rapidamente se espalhou na mídia e se tornou uma expressão bem conhecida no Japão.
O Professor Yamada posteriormente cunhou o termo parasite couple para se referir a filhos casados vivendo com os pais de um dos parceiros. No entanto, a situação ocorre com menos frequência e o termo parasite couples é menos conhecido. Este é um arranjo tradicional japonês, embora sua frequência tenha caído nos últimos anos.

## Dinâmica
Enquanto alguns filhos adutos ajudam com as tarefas domésticas ou pagam uma parte do aluguel, a grande maioria não os fazem. De acordo com algumas estatísticas, cerca de 85% dos filhos não ajudam a pagar as despesas da casa, mas sim recebem limpeza, lavanderia e refeições de graça de seus pais. Além disso, cerca de 50% dos filhos recebem uma ajuda financeira adicional de seus pais.
Esta situação permite aos filhos viverem com um considerável conforto e, enquanto muitos poupam dinheiro, outros gastam sua renda com itens luxuosos, viagens e outros gastos não essenciais. Muitos filhos pretendem viver com seus pais até se casarem.
Os pais, por outro lado, geralmente gostam de viver com seus filhos. Muitos pais querem proteger seus filhos e oferecer a eles o melhor início de vida possível. Os pais também gostam da companhia e da interação social e tentam manter o relacionamento. Os gastos adicionais para os pais devido ao membro adicional na casa são normalmente pequenos, visto que os custos fixos como o aluguel devem ser pagos de qualquer maneira, e o custo adicional de comida e outros bens consumíveis é as vezes mínimo. Muitos pais também veem isto como um investimento para o futuro, visto que seus filhos serão mais obrigados a cuidar de seus pais na velhice (no Japão, tradicionalmente os filhos cuidam de seus pais idosos. Em alguns países da América do Sul, esta é uma das razões de certas famílias serem numerosas).

### Mulher japonesa
Um número crescente de jovens mulheres permanece solteira no Japão, um fato muitas vezes visto como uma rebelião contra os limites tradicionais dos papéis restritivos das mulheres como esposas e mães. Em 2004, 54% das mulheres japonesas em seus 20 anos eram ainda solteiras, enquanto apenas 30,6% estavam solteiras em 1985.
Ao invés disso, as jovens mulheres estão entregando-se a um estilo de vida centrado em amigos, trabalho e gasto da renda disponível. Os adultos solteiros japoneses geralmente vivem com seus pais, e assim poupam os gastos para manutenção de uma casa, e aumentam o montante de dinheiro disponível para gastar com seu próprio divertimento. O sociólogo Masahiro Yamada deu a esses jovens adultos o rótulo "parasitic singles". Algumas mulheres jovens reagiram criando cartões de visita com seus nomes e o título "Parasite Single" neles. A mídia japonesa deu ampla cobertura ao declínio da taxa de natalidade do Japão, mas a tendência continua.

### Causas
Os custos de habitação no Japão são notoriamente altos, especialmente em grandes cidades. Um parasite single que escolhe viver independentemente perderia, na média, dois terços de sua renda disponível. Além disso, eles também teriam de cuidar da limpeza e cozinhar para eles próprios. Por último, estabelecer uma casa tem um alto custo inicial de bens duráveis, isto é, refrigerador, mobília, máquina de lavar e outros itens. A caução e a taxa de pro agente imobiliário podem também facilmente chegar ao aluguel de seis meses, sendo este valor não reembolsável e devendo ser pago antecipadamente. Em resumo, tornar-se independente envolve grandes gastos, trabalho e uma queda significativa no padrão de vida. Além disso, como a grande maioria da população japonesa concentra-se em cidades, todos os empregos e as opções de entretenimento desejadas estão ao alcance do lar de seus pais.
As vantagens econômicas são aproveitadas por todos os tipos de parasite singles, embora haja diferentes subgrupos no grupo dos parasite singles. Os jovens salarymen  e Office ladies voltados para a carreira poderiam se dar o luxo de viver por conta própria, mas preferem os benefícios financeiros adicionais e talvez a companhia e segurança de viver na casa de seus pais.
Muitas vezes, eles conseguem encontrar apenas empregos de meio período ou mal pagos, transformando-se em freeters que não conseguem ser capaz de viver independentemente, independente se eles gostem ou não. Alguns filhos adultos apenas não querem encarar a competição no mundo real e não procuram um emprego, e em extremas situações eles nem mesmo desejam deixar a casa de seus pais. Esses filhos são chamados de hikikomori (pessoas que se retiram da sociedade, literalmente para "se retirar para a reclusão").
Genda Yuji, um professor associado do Instituto de Ciência Social (Universidade de Tóquio), expandiu a perspectiva do surgimento dos "parasite singles" através da proposição de uma visão socioeconômica fortemente conectada ao colapso da bolha econômica e à falta de capacidade do sistema de emprego do país para reagir à crise:

"À medida que a taxa de desemprego subiu na década de 1990, o número de desempregados cresceu rapidamente não apenas nos indivíduos de meia idade e trabalhadores mais velhos, mas também entre jovens, visto o número de jovens conhecidos como "freeters", que não trabalham como empregados em tempo integral mas mudam de um emprego de meio período para outro. O aumento nesses dois grupos foi visto como o resultado de uma mudança nas atitudes em relação ao trabalho entre os jovens japoneses. Os jovens adultos que continuam a viver na casa de seus pais foram rotulados de  "parasite singles" e ridicularizados como símbolos de um sentido enfraquecido de auto-confiança entre a juventude japonesa, ou uma dependência crescente de seus pais. O que está por trás da mudança no comportamento dos jovens japoneses, no entanto, não é simplesmente uma mudança na ética do trabalho ou um aumento na dependência. Ao contrário, esses são produtos da confusão que existe no sistema de emprego japonês, que é incapaz de lidar adequadamente com os mais novos. As empresas japonesas ainda carecem de flexibilidade para ajustar seus empregados, e esse defeito se manifesta como uma redução nas oportunidades de trabalho para os jovens. Reduzidos a excluídos sociais, os jovens japoneses não tiveram alternativa senão se tornarem economicamente dependentes de seus pais."

—Genda Yuji

"Ao contrário da crença de que os parasite singles desfrutam de um direito adquirido de viver às custas de seus pais, os verdadeiros parasitas são os pais, a geração de meia idade e trabalhadores mais velhos nos quais a sociedade conferiu direito adquirido e que subsistem às custas dos jovens."

—Genda Yuji

## Impacto social
Um possível efeito colateral do fenômeno do parasite single é o aumento na idade média do primeiro casamento (embora isto também seja atribuído a outros fatores como expectativas profissionais e educação). Enquanto em 1970 as mulheres japonesas casavam na média com 24 anos de idade e os homens com 27, esses números aumentaram para 27,4 anos para mulheres e 29 anos para os homens em 2002. Isto também resultou nas mulheres tendo filhos mais tarde e menos filhos no total, devido ao declínio da fertilidade após os 30 anos. Consequentemente, enquanto em 1983 havia na média 1,8 filho nascido a cada mulher, este número caiu para 1,22 filho por mulher em 2008

## Condenação social no Japão
Os Parasite singles são muitas vezes acusados por um grande número de problemas no Japão, indo do declínio na taxa de natalidade até a recessão econômica.
Alguns cientistas sociais atribuíram o surgimento dos parasite singles à preferência japonesa pela comunidade, e que a taxa elevada tem mais a ver com pessoas não estando em relacionamentos de longo prazo, escolhendo se concentrar no trabalho e nas famosas longas horas de um tradicional ambiente de trabalho japonês.

## Casos similares fora do Japão
Esse estilo de vida não é restrito à sociedade japonesa. Casos semelhantes podem ser encontrados em outras culturas. Por exemplo, na Itália, alguns jovens adultos ainda dependem de seus pais. Eles foram ironizados pelo ex-Minsitro da Economia e Finanças italiano Tommaso Padoa-Schioppa, que os chamou de bamboccioni (literamente grandes bebês). Isto foi considerado ofensivo por algumas pessoas e os jornais apontaram que ele sabia pouco sobre a situação de uma considerável parte da população de 20-30 anos italiana.
Um conceito diferente de parasite single é encontrado no Brasil, onde fala-se que alguns indivíduos dependem do Paitrocínio (um jogo de palavras com Pai ou Pais e Patrocínio). Esta palavra é usada não para os que vivem na casa de seus pais, mas para os que deixam a casa embora ainda dependendo exclusiva ou majoritariamente do apoio financeiro dos pais. As razões para deixar o lar antes de conseguir a independência financeira variam, mas é devido principalmente à faculdade ou ao início da carreira com rendas iniciais pequenas ou incertas, como nas artes e nos esportes.